# Oslany
Oslany (prononciation slovaque : [ˈɔslanɪ] ; en hongrois : Oszlány [ˈoslaːɲ]) est un village de Slovaquie situé dans la région de Trenčín, entre Partizánske et Prievidza.

## Histoire
La première mention écrite du village date de 1254.

## Démographie

### Évolution de la population
| Année:               | 1994. | 2004.   | 2014.   | 2024.   |
| -------------------- | ----- | ------- | ------- | ------- |
| Nombre de personnes: | 2130  | 2224    | 2403    | 2399    |
| Différence:          |       | +4,41 % | +8,04 % | -0,16 % |

| Année:               | 2023. | 2024.   |
| -------------------- | ----- | ------- |
| Nombre de personnes: | 2390  | 2399    |
| Différence:          |       | +0,37 % |

## Géographie

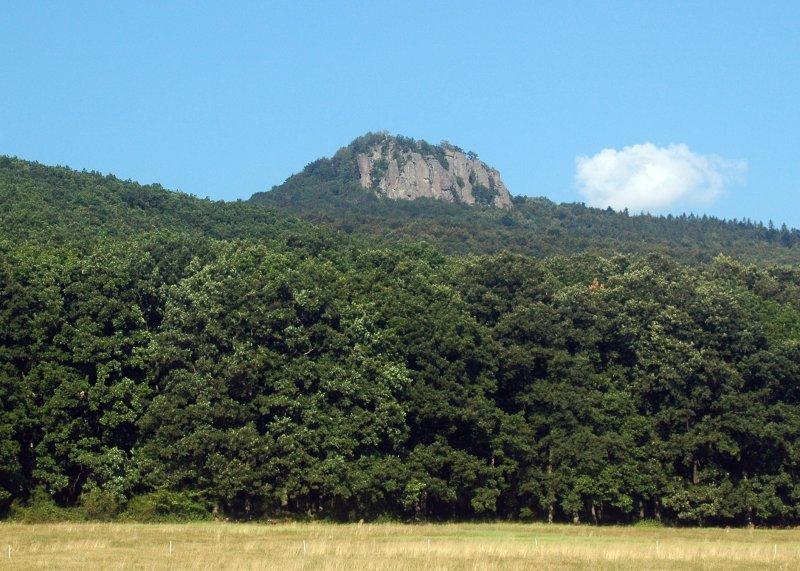
Le Žarnov, un sommet des monts Vtáčnik à Oslany

Oslany se situe dans la vallée de la Nitra, à 7 km à l’est de Partizánske, à la limite entre les monts Tribeč au sud et Vtáčnik au sud-ouest. Le territoire de la commune comprend les sommets Balatom, Buchlov et Žarnov.
Outre le village du même nom, la commune d’Oslany comprend aussi les hameaux de Lubianka et Rudica (partagé avec Horná Ves), au pied du Žarnov.
| Malé Kršteňany |           | Čereňany |
| Pažiť          | Oslany    |          |
|                | Horná Ves |          |

## Transports
La gare d’Oslany, située à l’écart au nord du village, est située sur la ligne 140 qui relie Nové Zámky à Prievidza.